# Corticaria buddha
Corticaria buddha es una especie de coleóptero de la familia Latridiidae.

## Distribución geográfica
Habita en el Nepal.